# Mandal (Rajasthan)
Mandal  és un llogaret a 13 km de Bhilwara al districte de Bhilwara al Rajasthan. El monument principal d'aquest lloc és el Battis Khambon ki Chhatri, un monument de pedra calcària (chhatri = pavelló sense volta) de trenta-dos pilars; alguns d'aquestos pilars mostren excel·lents gravats a la seva base i a la part superior; dins l'espai cobert hi ha un gran shivalinga, un lingam o símbol fàl·lic de Xiva, destructor de la trinitat hindú del creador-conservador-destructor.